# Notre-Dame d'Aparecida
Pour les articles homonymes, voir Nossa Senhora Aparecida (homonymie) et Notre-Dame.
 (octobre 2023).
 (octobre 2023).
Si vous disposez d'ouvrages ou d'articles de référence ou si vous connaissez des sites web de qualité traitant du thème abordé ici, merci de compléter l'article en donnant les références utiles à sa vérifiabilité et en les liant à la section « Notes et références ».

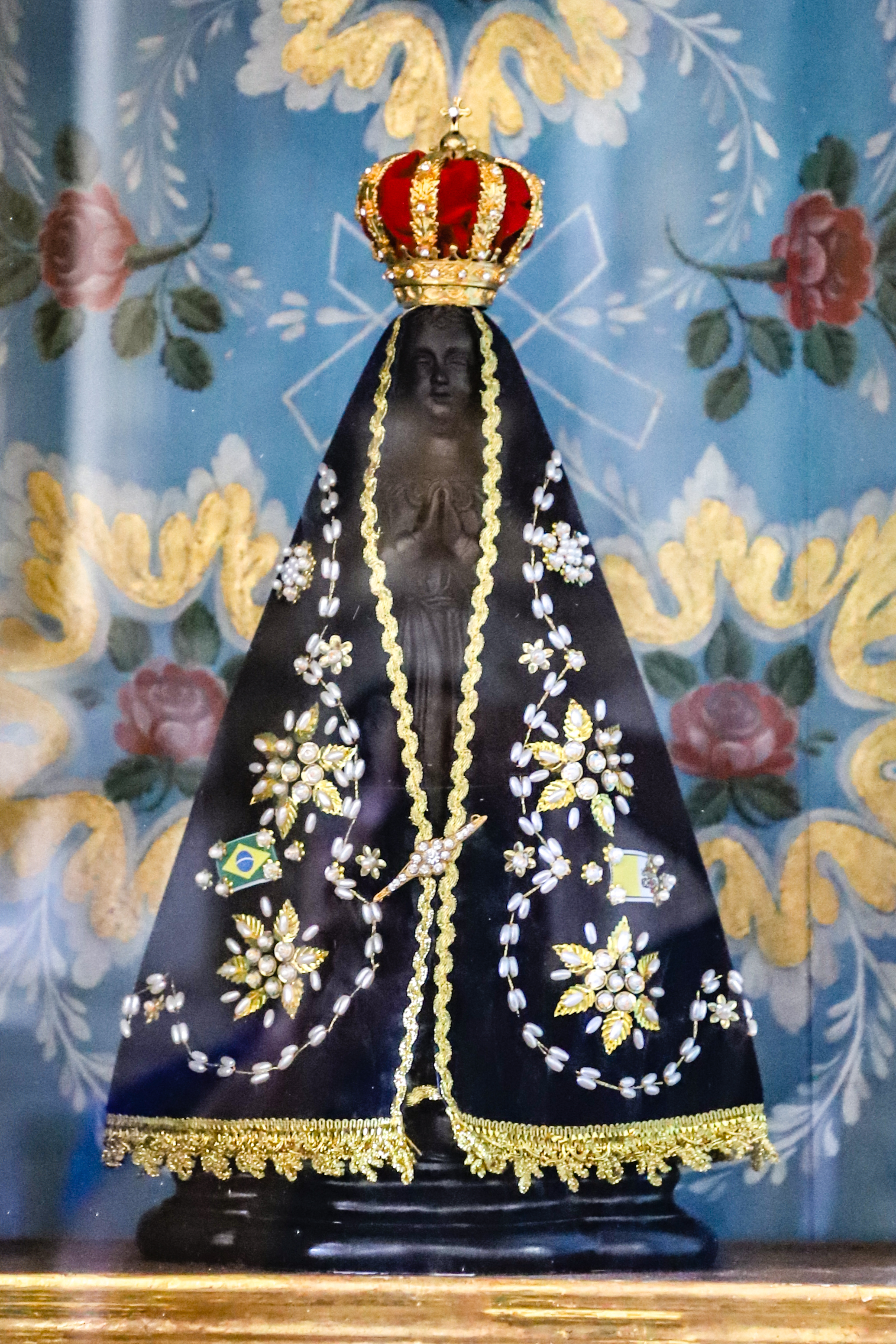
Notre-Dame d'Aparecida.

Notre-Dame d'Aparecida ou Notre-Dame Aparecida (Nossa Senhora Aparecida ou encore Nossa Senhora da Conceição Aparecida en portugais) est une statue de la Vierge Marie, sainte patronne du Brésil.
Son sanctuaire se situe à Aparecida, dans l'État de São Paulo, et sa fête est célébrée tous les ans le 12 octobre.

## Histoire
L'histoire de la découverte de la statue de Notre-Dame d'Aparecida est contée par deux sources que l'on trouve dans les archives de la curie métropolitaine d'Aparecida (antérieures à 1743) et dans les archives romaines de la compagnie de Jésus, à Rome.
Son histoire débute au milieu de l'année 1717, quand arriva à Guaratinguetá la nouvelle que le comte d'Assumar, Pedro de Almeida e Portugal, gouverneur de la capitainerie de São Paulo e Minas de Ouro d'alors, allait passer voir la population sur le chemin de Vila Rica (actuelle ville d'Ouro Preto) à Minas Gerais.
Le 12 octobre (date anniversaire de la découverte de l'Amérique par Christophe Colomb, le 12 octobre 1492), désirant lui rendre hommage en lui offrant le meilleur de leurs prises, les pêcheurs Domingos Garcia, Filipe Pedroso et João Alves lancèrent leurs filets dans le rio Paraíba do Sul. Après plusieurs heures infructueuses, portés par le courant, ils arrivèrent en un endroit nommé Porto Itaguaçu. Là le corps sans tête d'une statuette fut ramenée par les filets. Un nouveau lancé en ramena la tête, et les pêcheurs comprirent alors qu'il s'agissait d'une statuette de la Vierge Marie. L'objet fut enveloppé dans un drap, puis les filets lancés de nouveau, furent alors  remontés gorgés de poissons.
Pendant quinze ans, la statuette resta chez Felipe Pedroso, où les personnes du voisinage se réunissaient pour prier. Beaucoup de demandes furent exaucées, la renommée des pouvoirs extraordinaires de cette statuette se répandit dans toutes les régions du Brésil. La famille Pedroso construisit alors un oratoire. En  1734, le chapelain de Guaratinguetá lança la  construction d'une chapelle sur le sommet du morro dos Coqueiros, inaugurée le  26 juillet 1745, mais l'augmentation constante  du nombre de fidèles obligea à la construction d'un bâtiment plus vaste, dont les travaux débutèrent en 1834, l'actuelle vieille basilique (basílica velha en portugais, mais qui ne fut que simple église jusqu'en 1908).
Le 6 novembre 1888, la princesse Isabelle visita pour la seconde fois la basilique, et offrit à la statuette une couronne d'or incrustée de diamants et de rubis, ainsi qu'un manteau de couleur bleu. 
En 1894 un groupe de prêtres et de moines rédemptoristes s'installa  à Aparecida pour s'occuper de  l'accueil des pèlerins.
Le 8 septembre 1904, la statuette fut solennellement couronnée par l'évêque José de Camargo Barros (pt). 
Le 29 avril 1908, l'église reçut le titre de basilique mineure. 
Le 17 décembre 1928, la localité qui s'était développée autour du sanctuaire devint une municipalité indépendante. 
En 1929, Notre-Dame d'Aparecida fut proclamée reine du Brésil, et sainte patronne officielle du pays par le pape Pie XI.
Elle est aussi la protectrice des femmes enceintes, des nouveau-nés, des fleuves et des mers.
En ce premier quart du XXIe siècle, cette basilique serait le premier sanctuaire marial du monde.

## Description de la statue

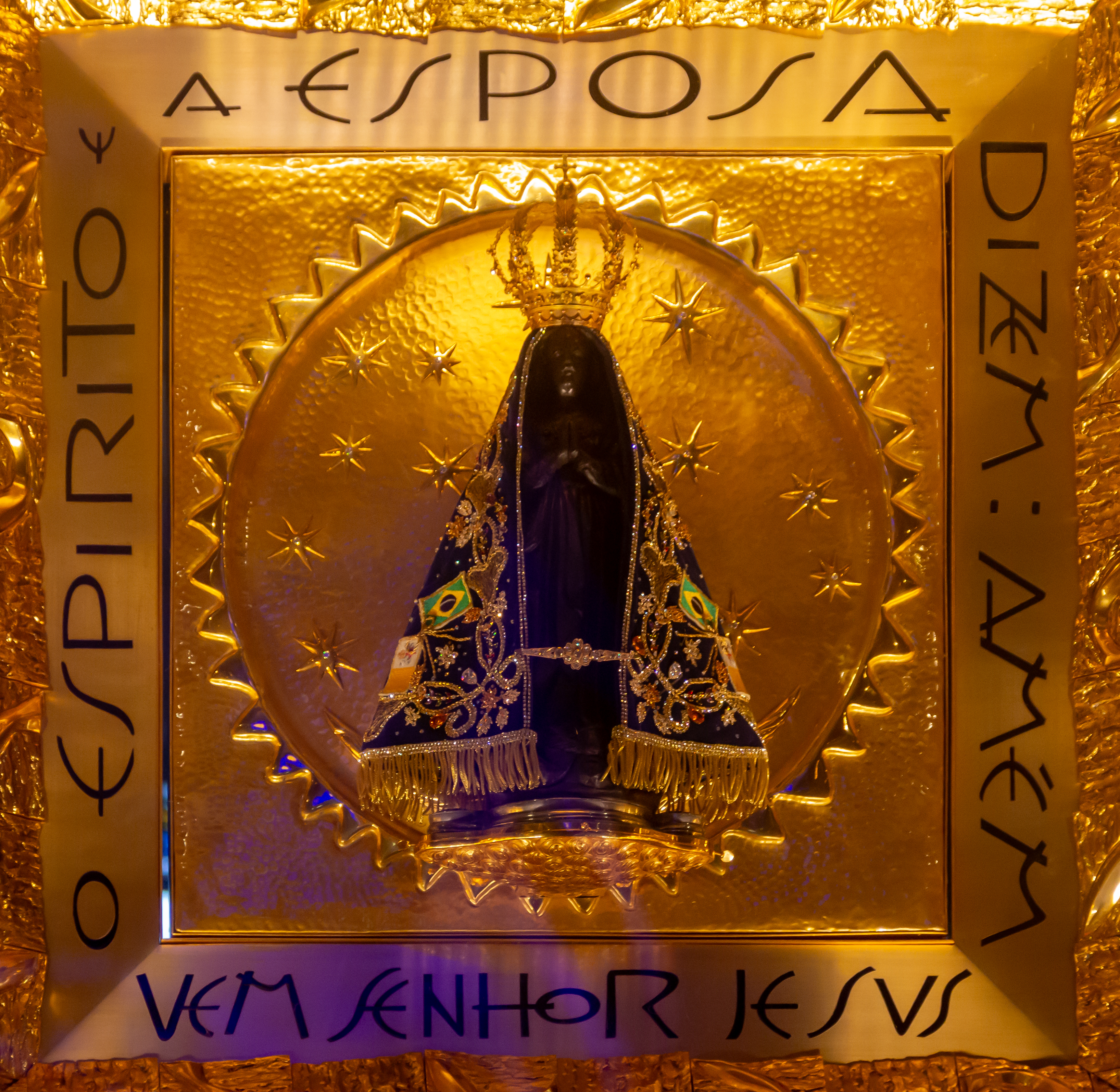
La statue telle qu'on la voit à l'intérieur de la cathédrale.

La statue retirée des eaux du fleuve Paraíba en 1717 est en terre cuite et mesure 40 cm de haut. Dans un style XVIIe siècle, comme l'attestent les spécialistes qui l'ont analysée (Dr. Pedro de Oliveira Ribeiro Neto, les moines bénédictins du monastère de São Salvador à Bahia, Dom Clemente da Silva-Nigra et Dom Paulo Lachenmayer), et l'on pense qu'originellement elle présentait une polychromie comme il était courant à cette époque bien qu'aucune documentation ne permette de l'affirmer. L'argile utilisée pour la confection de la statue est originaire de la région de Santana de Parnaíba, dans la région de São Paulo. Quand elle fut recueillie par les pêcheurs, le corps était séparé de la tête et très probablement sans la polychromie supposée à cause de la période passée sous les eaux du fleuve.
La couleur cannelle que l'on peut observer aujourd'hui est due à l'exposition séculaire à la suie produite par les flammes des bougies, et lampes à pétrole utilisées par ses dévots.
En 1978, alors qu'elle fut victime d'un attentat qui la réduisit à presque douze fragments, elle fut acheminée chez le professeur Pietro Maria Bardi (à l'époque directeur du musée d'art de São Paulo) qui l'examina avec le Dr João Marinho, collectionneur d'images sacrées brésiliennes. Elle fut alors totalement restaurée au musée par l'artiste plastique Maria Helena Chartuni.
Bien qu'il ne soit pas possible de déterminer l'auteur ou la date de fabrication de l'image, à travers les études comparatives il a été conclu qu'elle pouvait être attribuée à un disciple du moine bénédictin Agostinho da Piedade ou, selon Silva-Nigra et Lachenmayer, à un de ses frères d'ordre, Agostinho de Jesus. Ils pointent à ces maîtres les caractéristiques suivantes :
- forme souriante des lèvres ;
- menton noueux ayant, au centre, une fossette ;
- coiffure et fleurs dans les cheveux en relief ;
- fibule (ou broche) avec trois perles sur la tête ;
- tenue du corps cambré en arrière.

## Couronne commémorative

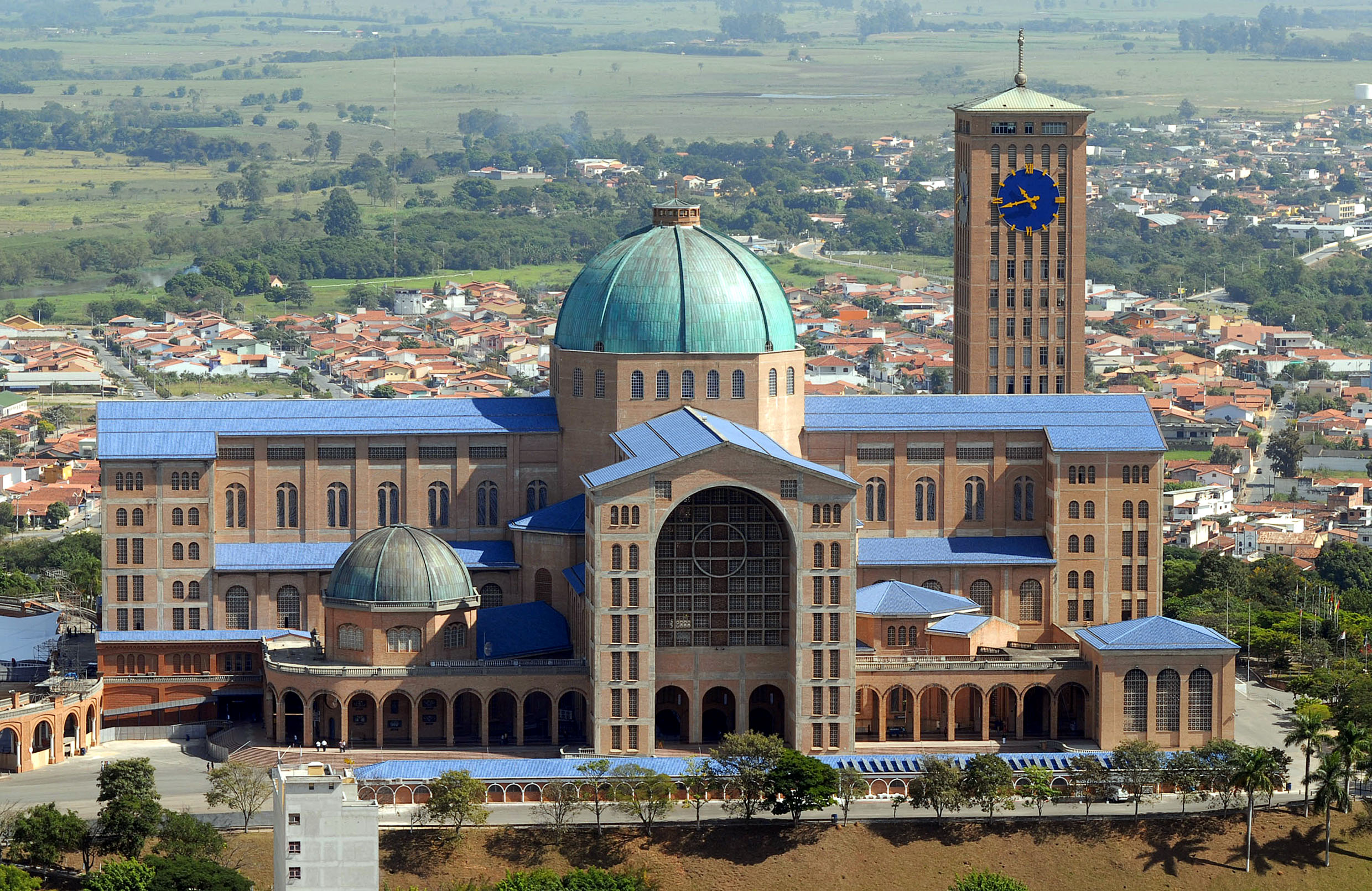
Basilique Notre-Dame d'Aparecida.

Pour célébrer le centenaire du couronnement de la statue de la sainte patronne du Brésil, l'association de joailliers et horlogers du nord-est pauliste, avec l'appui technique du Sebrae (service d'aide aux petites et moyennes entreprises à São Paulo), instaura le concours national de design qui a eu pour but de sélectionner une nouvelle couronne commémorative pour l'évènement.
Le jury institutionnel de l'évènement sélectionna, après consensus, le projet de Débora Camisasca, de Belo Horizonte (Minas Gerais). La nouvelle pièce fut confectionnée en or et pierres précieuses spécialement pour la cérémonie du centenaire du couronnement de Notre Dame d'Aparecida, le 8 septembre 2004.

## Miracles
Parmi de nombreux miracles les plus célèbres sont ceux de la femme aveugle et du fermier[réf. nécessaire].